# Флавьяк
Флавья́к (фр. и окс. Flaviac) — коммуна во Франции, находится в регионе Рона — Альпы. Департамент коммуны — Ардеш. Входит в состав кантона Прива. Округ коммуны — Прива.
Код INSEE коммуны 07090.

## Население
Население коммуны на 2008 год составляло 1109 человек.
| 1962 | 1968 | 1975 | 1982 | 1990 | 1999 | 2008 |
| ---- | ---- | ---- | ---- | ---- | ---- | ---- |
| 778  | 870  | 829  | 912  | 993  | 1092 | 1109 |

## Экономика

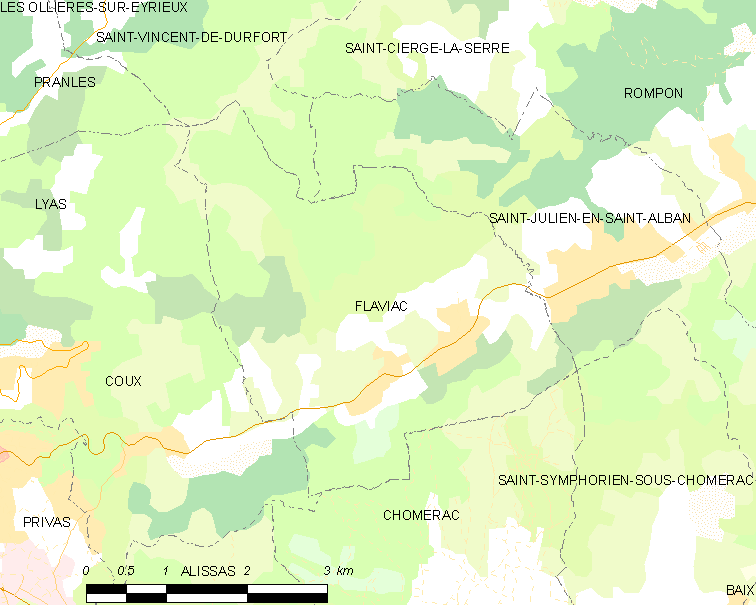
Карта коммуны

В 2007 году среди 756 человек в трудоспособном возрасте (15-64 лет) 541 были экономически активными, 215 — неактивными (показатель активности — 71,6 %, в 1999 году было 74,0 %). Из 541 активных работали 494 человека (263 мужчины и 231 женщина), безработных было 47 (18 мужчин и 29 женщин). Среди 215 неактивных 56 человек были учениками или студентами, 89 — пенсионерами, 70 были неактивными по другим причинам.

## Города-побратимы
- Бистаньо (Италия)